# Colobothea cassandra
Colobothea cassandra là một loài bọ cánh cứng trong họ Cerambycidae.